# Henry Carlsson (ingenjör)
Axel Henry Carlsson, född 10 maj 1920 i Hinneryds församling, Kronobergs län, död 25 januari 2013, var en svensk byggnadsingenjör.
Carlsson, som var son till lantbrukare Axel Karlsson och Amanda Johansson, utexaminerades från Hässleholms tekniska skola 1946. Han anställdes hos byggmästare Lars Borgström i Malmö 1947, konsulterande ingenjör hos ingenjör Carl Nordström 1949, byggnadskontrollant hos byggmästare Hugo Åberg 1957 och byggnadschef från 1962. Efter Åbergs död 1969 var han ingenjör vid Hugo Åbergs fastighetsförvaltning i Malmö.